# Ivan Prpić (liječnik)
Ivan Prpić  (Sisak, 11. listopada 1927. − Zagreb, 26. lipnja 2019.), hrvatski liječnik i akademik.

## Životopis
Medicinski fakultet u Zagrebu završio 1952., a specijalizaciju iz opće kirurgije na Kirurškoj klinici Medicinskog fakulteta u Zagrebu 1958. Doktorat medicinskih znanosti na Sveučilištu u Zagrebu 1960. Usavršavanje iz plastične rekonstruktivne kirurgije na Klinici za plastičnu kirurgiju Vojnomedicinske akademije u Beogradu (1958.), Centru za plastičnu kirurgiju u Edinburghu (1962.), na Kirurškoj klinici u Beču (1968.), Wayne State University u Detroitu(1970./71.), Institut za estetsku plastičnu kirurgiju Atlanti (1976.).
Od 1954. radi na Kirurškoj klinici Medicinskog fakulteta u Zagrebu. Sveučilišni docent 1959., habilitacija i naslovni docent 1965., za sveučilišnog docenta izabran 1972., za izvanrednog sveučilišnog profesora 1973., a za redovitog profesora 1976. Voditelj službe za plastičnu i rekonstruktivnu kirurgiju i kirurgiju dojke na Kirurškoj klinici u Zagrebu od 1959., a od 1973. šef Zavoda za plastično-rekonstruktivnu kirurgiju i kirurgiju dojke na istoj klinici. Predstojnik Kirurške klinike Medicinskog fakulteta u Zagrebu od 1992. do umirovljenja 1994.
Član suradnik od 1996., izvanredni član 1990., a redovni član Hrvatske akademije znanosti i umjetnosti. od 1991. Voditelj odbora za tumore Razreda za medicinske znanosti HAZU. Redoviti član Akademije za medicinske znanosti Hrvatske. Član Europskog udruženja za bolesti dojke.